# Piła (powiat konecki)
Piła – wieś sołecka w Polsce położona w województwie świętokrzyskim, w powiecie koneckim, w gminie Końskie.
W skład sołectwa Piła wchodzi także wieś Szabelnia.
| SIMC    | Nazwa        | Rodzaj    |
| ------- | ------------ | --------- |
| 0244009 | Nadleśnictwo | część wsi |
| 1017764 | Struga       | część wsi |

W latach 1975–1998 miejscowość należała administracyjnie do województwa kieleckiego.
Od XVII do pierwszej połowy XX wieku wieś wchodziła w skład klucza Koneckiego oraz dóbr Końskie Wielkie.
Przez wieś przechodzi  czerwony szlak rowerowy do Sielpii Wielkiej.
Wierni kościoła rzymskokatolickiego należą do parafii Podwyższenia Krzyża Świętego w Pomykowie.